# アブドラ王立科学技術大学
アブドラ国王科学技術大学 (KAUST;King Abdullah University of Science and Technology、アラビア語:جامعة الملك عبد الله للعلوم و التقنية jāmiʿat al-malik ʿabd al-Lāh li-l-ʿulūm wa-t-teqniyya)は、サウジアラビアの都市ジッダのトゥワルにある公立の研究大学である。2009年に設立され、英語を公用語として研究および大学院教育プログラムを提供している。
KAUSTは2009年9月23日に正式に開校し、開校式ではアブドゥッラー・ビン・アブドゥルアジーズ・アル・サウード国王がスピーチを行い、「すべての人々を受け入れるこの大学のような場所は、過激派に対する防衛の第一線である」と述べた。同大学は当初、100億ドルの寄付を受けていた。

## キャンパス

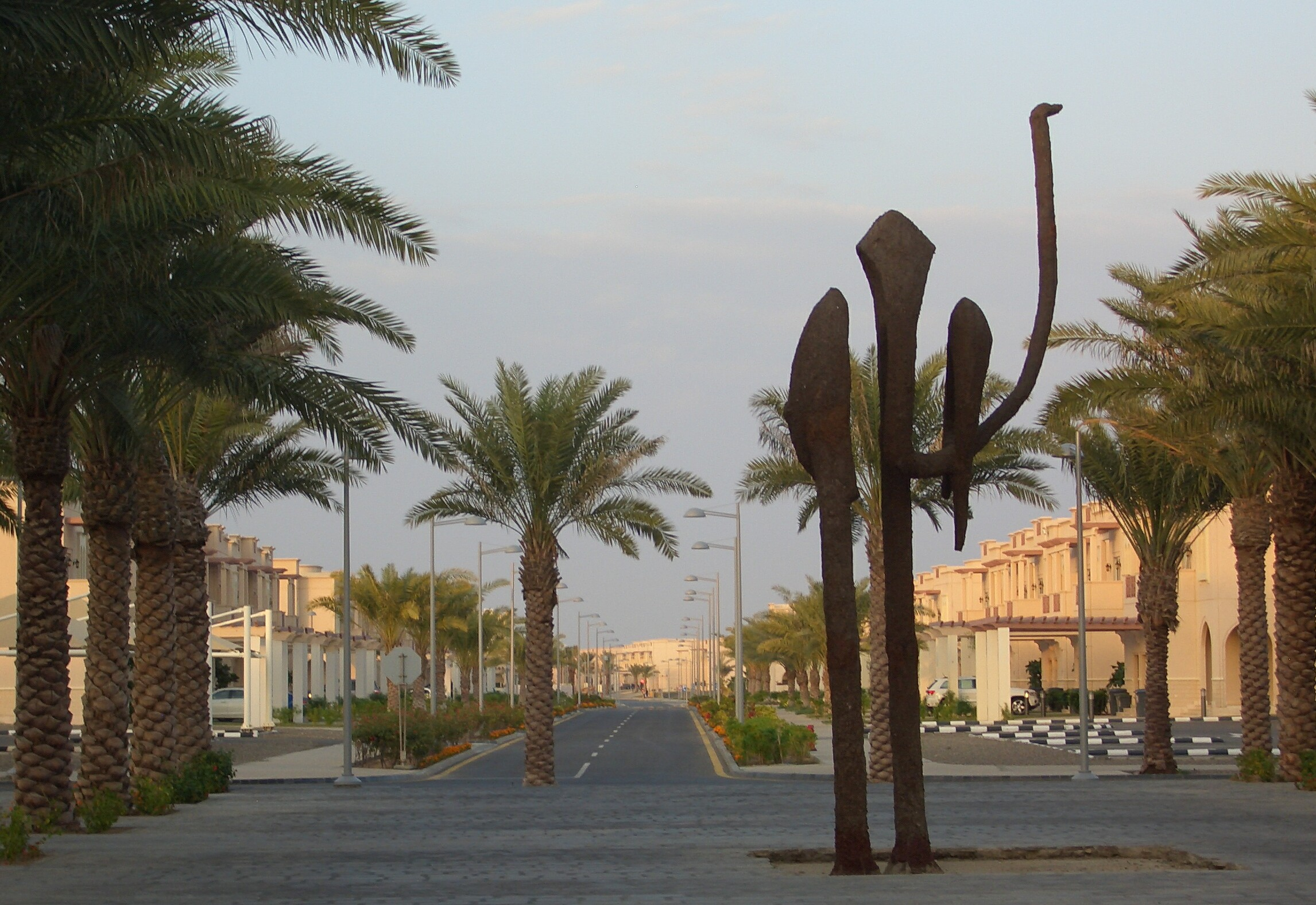
屋外彫刻のある住宅街

紅海に面したトゥワルにある大学のコア・キャンパスは、36平方キロメートル（14平方マイル）以上の敷地にあり、海洋保護区、博物館、研究施設を包含している。

## 参考資料
1. ↑  Kelly McEvers (2009年11月16日). “Ambitious New University Opens In Saudi Arabia”. Npr.org. 2018年6月9日閲覧。
2. ↑  “The King's Speech at KAUST Inauguration Ceremony”. Kaust.edu.sa (2009年9月23日). 2018年6月9日閲覧。